# الموجة الخامسة
الموجة الخامسة هو فيلم إثارة تم إنتاجه في الولايات المتحدة صدر في 22 يناير 2016. الفيلم من إخراج جا بلاكيسون من بطولة كلوي غرايس موريتز ونيك روبينسون وماغي سيف وماريا بيلو وييف شرايبر.

## القصة
تتعرض الأرض لاربع موجات قاتلة من الفضاء وتترك الأرض في حالة هلاك تام، وتقضي كاسي  البالغة من العمر 16 سنة وقتها في الهروب طوال الوقت في محاولة ناجحة لإنقاذ شقيقها الأصغر في ظل الاستعداد لمواجهة موجة خامسة، تجتمع كاسي مع الشاب الذي قد يصبح أملها الأخير إذ لا يوجد خيار آخر أمامها إلا أن تثق به.

## وصلات خارجية
- الموجة الخامسة على موقع IMDb (الإنجليزية)
- الموجة الخامسة على موقع ميتاكريتيك (الإنجليزية)
- الموجة الخامسة على موقع روتن توميتوز (الإنجليزية)
- الموجة الخامسة على موقع نتفليكس (الإنجليزية)
- الموجة الخامسة على موقع قاعدة بيانات الأفلام العربية
- الموجة الخامسة على موقع ألو سيني (الفرنسية)
- الموجة الخامسة على موقع Turner Classic Movies (الإنجليزية)
- الموجة الخامسة على موقع أول موفي (الإنجليزية)
- الموجة الخامسة على موقع بوكس أوفيس موجو (الإنجليزية)
- الموجة الخامسة على موقع فيلمافينيتي (الإسبانية)